# Rafał Trzaskalik
Rafał Trzaskalik (ur. 28 stycznia 1976 w Wodzisławiu Śląskim) – gitarzysta zespołu Łzy.
Debiutował w zespole Goddamn jako gitarzysta. W 1999 dołączył do Łez jako rezerwowy, z czasem jednak jako drugi gitarzysta. Dotąd z zespołem wydał 5 płyt: W związku z samotnością, Jesteś jaki jesteś, Nie czekaj na jutro, Historie, których nie było i The Best of 1996-2006.
Obecnie Rafał gra również w zespole Lady Frau.